# Alma (álbum de Miranda)
Alma es el álbum debut de la artista colombiana Miranda. Lanzado el 9 de diciembre de 2013.

## Historia y lanzamiento
Luego de ganar el reality show "La Voz Colombia" Miranda firmó un contrato discográfico con Universal Music  
El 9 de abril de 2013 lanzó en i Tunes y en las cadenas radiales de Colombia el primer sencillo del álbum ¿Por qué?, que ocupó la segunda posición de descargas en iTunes.
Después de una intensa promoción de presentaciones conciertos y entrevistas lanzó al mercado un segundo sencillo titulado "El gran secreto" que se convirtió en la banda sonora de la segunda temporada del mismo reality "La Voz Colombia". Finalmente el 9 de diciembre del mismo año lanzó a la industria musical el disco completo "Alma".

## Promoción

### ¿Por Qué?
¿Por Qué? es el primer sencillo del álbum, y paralelamente el primero de la artista, esta canción fue escrita por Miranda, Andrés Guerrero, Jesús David Llano y producida por Fernando Tobón, la canción fue lanzada en la tienda virtual i Tunes donde alcanzó el top 10 y posterior mente la posición #2 en el Top 100 de Colombia, alzando a Miranda como una artista exitosa desde su debut. La canción no cuenta con un vídeo musical oficial.

### El gran secreto
El gran secreto es el segundo sencillo del álbum, el tema surgió de la inspiración de artistas como Diana Ross, Gloria Gaynor y Donna Summer, con este Miranda entró en el top 10 de la tienda digital de i Tunes en el país. y Paralelamente la posición #5 del Top 100 en Colombia, validando a la cantante su segundo top 10 consecutivo en su país natal. La canción fue escogida como banda sonora de la segunda temporada de "La Voz Colombia".

### Presentaciones
Tras su victoria, Miranda ha tenido una intensa actividad promocional, comenzando por su participación en La Feria de Manizales, donde abrió el concierto de Alejandro Sanz y Carlos Vives.
Además de este, la artista ha tenido una gira promocional por todo el país interpretando su sencillo ¿Por Qué?. 
También participó con las estaciones radiales Radio Tiempo 105.9 y Fantástica 96.9 en conciertos por centros comerciales de Medellín Cali y Barranquilla.
Junto con la Soul Band tuvo una participación en el festival "Altavoz" de Medellín
Además se presentó en los "Premios Shock" como parte del acto de apertura, donde se incluyeron otros artistas Colombianos.
Miranda interpretó completamente en vivo "El Gran Secreto" en la segunda temporada de "La Voz Colombia".
Con esto Miranda dio más de 30 shows a nivel nacional marcando una cifra récord para una artista nueva.

## Rendimiento comercial
Desde el lanzamiento de ¿Por Qué? se supuso que "Alma" tendría un recibimiento público comercial positivo siendo uno de los álbumes más vendidos del año en Colombia, con esto tras su lanzamiento "Alma" debutó en el puesto #5 del top 100 de álbumes de i Tunes en Colombia ubicándose solo detrás de Britney Jean de Britney Spears, Bangerz de Miley Cyrus, ARTPOP de Lady Gaga, y Prism de Katy Perry, respectivamente, siendo un récord especial de la cantante al competir con álbumes de artistas internacionales.
En la segunda semana, pese al incremento en ventas escalo hasta la segunda posición manteniéndose detrás de "Britney Jean" el cual le impidió ocupar la primera posición. Sin embargo en la tercera semana "Alma" alcanzó su máxima posición en el top con el #1 superando los demás álbumes mencionados, pero a la siguiente semana fue destronado nuevamente por "Britney Jean" que se mantuvo en la primera posición impidiéndole a Miranda obtener su segunda semana en la cima de la lista.
Se espera que pronto el álbum sea certificado disco de oro en Colombia.

## Contenido
"Alma" contiene 11 canciones y 2 bonus track escritos por ella misma, de los cuales sus sencillos oficiales fueron "¿Por Que?" y "El Gran Secreto" que pasan del Soul al Pop y algo de Disco, este trabajo cuenta con una versión de la popular canción "El Cantante" del cantante Héctor Lavoe.
Para la grabación de álbum miranda contó con productores de alto prestigio como Toby Tobon, guitarrista de Juanes y exintegrante de Ekhymosis, quien ha trabajado en proyectos de artistas como Santana, David Bisbal, Diego Torres, entre otros. También trabajo bajo la producción de Andrés Guerrero, esposo de la cantante, y de Jesús David Llano, músico y amigo. 
la artista cruza melodías que pueden ir desde Pop, el Dance, la Electrónica, pasando por sonidos acústicos y claramente, el Soul. Las letras de las canciones tratan de situaciones, vivencias e historias reales experimentadas por la cantante.

### Lista de canciones
El álbum contiene 13 canciones.
| N.º | Título                     | Escritor(es)                                        | Duración |  |
| 1.  | «El gran secreto»          | Andrés Guerrero, Miranda Cardona, Jesús David Llano | 3:19     |  |
| 2.  | «Te Sigo Amando»           | Andrés Guerrero, Miranda Cardona, Jesús David Llano | 3:23     |  |
| 3.  | «Eterno (ft. DJ Elektrik)» | Andrés Guerrero, Miranda Cardona, Jesús David Llano | 4:08     |  |
| 4.  | «Cuidando De Ti»           | Andrés Guerrero, Miranda Cardona, Jesús David Llano | 3:50     |  |
| 5.  | «Toque De Ángel»           | Andrés Guerrero, Miranda Cardona, Jesús David Llano | 3:58     |  |
| 6.  | «#TrueLove»                | Andrés Guerrero, Miranda Cardona, Jesús David Llano | 3:28     |  |
| 7.  | «El Cantante»              | Héctor Lavoe                                        | 2:36     |  |
| 8.  | «¿Por Qué?»                | Andrés Guerrero, Miranda Cardona, Jesús David Llano | 3:42     |  |
| 9.  | «Lengua Larga»             | Andrés Guerrero, Miranda Cardona, Jesús David Llano | 3:08     |  |
| 10. | «¿Quién Eres Tú?»          | Andrés Guerrero, Miranda Cardona, Jesús David Llano | 3:03     |  |
| 11. | «Alguien Mejor»            | Andrés Guerrero, Miranda Cardona, Jesús David Llano | 2:52     |  |

- Edición deluxe

| Edición deluxe |                                                    |          |  |
| N.º            | Título                                             | Duración |  |
| 12.            | «El Gran Secreto» (Acoustic Version - Bonus Track) | 3:46     |  |
| 13.            | «¿Por Qué?» (Acoustic Version - Bonus Track)       | 3:40     |  |

## Posicionamientos
| Región         | Ranking    | Primera semana | Posición de ingreso | Mejor posición | Semanas en la mejor posición | Semanas en el ranking | Última semana | Ref. |
| América Latina |            |                |                     |                |                              |                       |               |      |
| Colombia       | Top Albums | 16-12-2013     | 5                   | 1              | 1                            | 6                     | 22-02-2014    |      |

| Predecesor: Britney Jean de Britney Spears | Colombia: Colombian Top Albums — Álbum N° 1 30 de diciembre de 2013 — 5 de enero de 2014 | Sucesor: Britney Jean de Britney Spears |

## Premios y nominaciones
| Año  | Trabajo     | Categoría                            | Resultado |
| ---- | ----------- | ------------------------------------ | --------- |
| 2013 | «¿Por qué?» | Mejor Nueva Artista Solista Femenina | Ganadora  |